# Офіс зв’язку українських аналітичних центрів у Брюсселі
Офіс зв’язку українських аналітичних центрів у Брюсселі (англ. Ukrainian Think Tanks Liaison Office in Brussels) — асоціація провідних українських і європейських аналітичних центрів, що має на меті консолідацію зусиль задля просування реформ та європейської інтеграції України. Виконавчим директором Офісу є Олена Карбу (Пристайко).

## Історія
Ідея Офісу виникла як відповідь українського аналітичного сектору на необхідність посилення власного впливу на державну політику України в сфері євроінтеграції та політику ЄС щодо України. Створюючи майданчик для інформування та тиску у Брюсселі, аналітичні центри мали на меті посилити власні позиції для більшого тиску на державні органи України і впливу на громадську думку в Україні та країнах ЄС.
Процес створення Офісу розпочався восени 2013 року з консультацій виконавчого директора з неурядовими аналітичними центрами Києва. Вже у лютому 2014 року Офіс розпочав фактичну діяльність Офісу у Брюсселі. У квітні 2014 року Офіс зв’язку українських аналітичних центрів у Брюсселі було офіційно зареєстровано як неприбуткову організацію згідно з бельгійським законодавством. Наприкінці 2014 року Офіс мав уже 21 організацію-член — аналітичні та дослідницькі центри з Києва та інших міст України.
В перший рік свого існування Офісу, перш за все, вдалося зарекомендувати себе в аналітичному середовищі Брюсселя та серед інституцій ЄС. Починаючи з 2014 р., українська експертна думка отримала свій власний незалежний Офіс. У 2015 році Офіс розпочав випуск Українського аналітичного дайджесту, а у 2016 році започаткував свою головну діяльність — щорічну конференцію «Brussels UkraineLab».

## Місія та візія
Місія Офісу зв’язку українських аналітичних центрів у Брюсселі полягає у міжнародній комунікації української експертної думки. Офіс слугує постійно діючою, незалежною платформою для обговорення і вирішення критично важливих питань у відносинах між Україною і ЄС та розбудовує мережу науковців і політиків у Європі з метою досягнення тривалого впливу на демократичний розвиток та європейську інтеграцію України.
Діяльність Офісу спрямована на те, щоб у середньотермінову перспективу реформована Україна стала членом Європейського Союзу.

## Члени Офісу
Офіс представляє та об’єднує аналітичні організації України, які аналізують політики в різних галузях, розробляють рекомендації, впливають на впровадження політик, здійснюють моніторинг, оцінюють та контролюють впровадження політик державними органами України. Організації також ведуть просвітницьку діяльність серед громадян України. Офіс надає їм єдиний майданчик для спільних дій в Брюсселі та ЄС загалом для просунення спільних стратегічних цілей з промотування європейської інтеграції України.
На сьогодні Офіс об'єднує 20 організацій-членів:
- Агенція журналістики даних ТЕКСТИ (ТЕКСТИ)
- Громадянська мережа ОПОРА
- Європа без бар’єрів
- Інститут економічних досліджень та політичних консультацій (ІЕД)
- Інститут євро-атлантичного співробітництва (ІЄАС)
- Інститут суспільно-економічних досліджень (ІСЕД)
- Ресурсно-аналітичний центр «Суспільство і довкілля»
- Український незалежний центр політичних досліджень (УНЦПД)
- Центр міжнародних досліджень ОНУ імені І. І. Мечникова (ЦМД)
- Центр Разумкова
- Вокс Юкрейн
- Діксі Груп
- Європейський Діалог (ЄД)
- Інтерньюз-Україна
- Обсерваторія демократії
- Міжнародний центр перспективних досліджень (МЦПД)
- Український центр Європейської політики (УЦЕП)
- Фонд «Демократичні ініціативи імені Ілька Кучеріва» (ФДІ)
- Центр політико-правових реформ (ЦППР)
- Центр соціально-економічних досліджень (CASE)

## Діяльність
Задля досягнення своєї місії Офіс працює у сферах комунікації, адвокації та розбудови партнерства:
- Організація конференцій, експертного обговорення, круглих столів з актуальних для України питань у Брюсселі та країнах-членах ЄС;
- Проведення адвокаційних візитів українських експертів до столиць країн ЄС;
- Презентація та поширення аналітичних досліджень членів Офісу;
- Інформування членів Офісу та громадськості щодо дискурсу про Україну в ЄС;
- Налагодження та підтримка постійного діалогу між членами Офісу та інституціями ЄС;
- Розвиток партнерства між аналітичними центрами України та ЄС;
- Допомога членам Офісу у змаганні за міжнародні фонди;
- Сприяння розвитку нових дослідницьких проектів, направлених на розробку політик.

Флагманським заходом Офісу є Українська Лабораторія в Брюсселі.

## Українська Лабораторія в Брюсселі
Завдяки Українській лабораторії в Брюсселі Офіс створив унікальну платформу для дискусії та співпраці для всіх, хто зацікавлений у сприянні європейській інтеграції України за допомогою аналітики і заходів, спрямованих на реалізацію засад державної політики країни. З 2016 року, коли проект було розпочато, в Українській лабораторії охоче беруть участь чиновники високого рівня з країн ЄС та України, представники провідних українських і європейських аналітичних центрів, бізнес-асоціацій, консалтингових кампаній, наукових кіл та засобів масової інформації. Для сприяння цій співпраці Офіс розробляє спеціальні інформаційні матеріали і практичні посібники. Остання публікація, підготовлена в рамках Української лабораторії 2017 — практичне керівництво для аналітичних центрів щодо того, як розпочати і розвивати відносини з партнерами, донорами та стейкхолдерами.

## Досягнення
Офіс зв’язку українських аналітичних центрів у Брюсселі увійшов до Всесвітнього індексу-рейтингу аналітичних центрів (англ. The Global Go To Think Tank Index) за підсумками 2016 року як одна з найкращих мереж аналітичних центрів у світі, посівши 79 місце. У 2017 році Офіс посів 81 місце у цьому рейтингу.
Офіс зв’язку українських аналітичних центрів у Брюсселі є членом Асоціації неприбуткових офісів зв’язку в науково-дослідницькій сфері в Брюсселі (IGLO).